# 타왕구
타왕구(Tawang district)는 남티베트/아루나찰프라데시주의 서북쪽 끝의 지구이다. 타왕 지구의 행정중심지 타왕은 제5대 달라이 라마의 뜻에 따라 세워진 타왕 사원의 소재지이자, 인도와 중국 간의 국경 분쟁 지역으로 유명하다. 